# Ptolemeu el metge
Ptolemeu el metge (en llatí Ptolemaeus, en grec antic Πτολεμαῖος) va ser un metge i cirurgià grec del segle I aC. Cels cita una de les seves fórmules mèdiques.
És probablement el mateix metge que Celi Aurelià cita com a autor d'una recepta per curar la gota, i del que diu que era deixeble d'Erasístrat de Sició. Potser era també el mateix del que Asclepíades Farmació n'esmenta algunes receptes, segons Galé.